# Василевич, Татьяна Петровна
Татьяна Петровна Василевич (род. 14 января 1977, Евпатория, Крымская область) — российская, ранее украинская шахматистка, международный мастер (2002), общественный деятель. В 2014 приняла гражданство России.

## Биография
Родилась в г. Евпатория, в семье профессиональных спортсменов.

### Образование
2006—2011 г. — Прикарпатский национальный университет им. В. Стефаника, Юридический институт, специальность — правовед, классификация — юрист, магистр, преподаватель права.
1994—2004 г., 2008—2014 г. — Министерство Украины по делам молодёжи и спорта (г. Киев), член штатной Олимпийской сборной команды Украины по шахматам среди женщин. Спортсмен-инструктор.
2008—2014 г. — директор частного предприятия "Физкультурно-оздоровительный клуб «Ярослав».

## Статистика выступлений в составе сборной Украины
Чемпионка Украины (2002, 2007 и 2010). В составе сборной Украины участница 3-х Олимпиад (1998—2002) и командного чемпионата мира (2007).
| Год  | Турнир              | Место        | Сборная | Шахма- тистка | Рейтинг | + | = | − | Результат | % очков | Турнирный рейтинг | Командное место | Личное место |
| ---- | ------------------- | ------------ | ------- | ------------- | ------- | - | - | - | --------- | ------- | ----------------- | --------------- | ------------ |
| 1998 | Шахматная олимпиада | Элиста       | Украина | 3             | 2420    | 4 | 3 | 3 | 5½ з 10   | 55,0    | 2343              | 12              | 22           |
| 2000 | Шахматная олимпиада | Стамбул      | Украина | 3             | 2429    | 4 | 6 | 0 | 7 з 10    | 70,0    | 2411              | 4               | 7            |
| 2002 | Шахматная олимпиада | Блед         | Украина | 2             | 2415    | 5 | 6 | 1 | 8 з 12    | 66,7    | 24                | 6               | 11           |
| 2003 | чемпионат Европы    | Пловдив      | Украина | 2             | 2425    | 0 | 2 | 1 | 1 з 3     | 33,3    | 2192              | 6               |              |
| 2005 | чемпионат Европы    | Гётеборг     | Украина | резерв        | 2393    | 4 | 3 | 1 | 5½ з 8    | 68,8    | 2461              | 7               | 6            |
| 2007 | чемпионат Европы    | Ираклион     | Украина | резерв        | 2368    | 2 | 3 | 1 | 3½ з 6    | 58,3    | 2348              | 4               | 5            |
| 2007 | чемпионат мира      | Екатеринбург | Украина | 4             | 2383    | 2 | 5 | 1 | 4½ з 8    | 56,3    | 2217              | Bronze          | Bronze       |
| 2011 | чемпионат мира      | Мардин       | Украина | резерв        | 2412    | 3 | 3 | 1 | 4½ з 7    | 64,3    | 2273              | 5               | Bronze       |

## Личная жизнь
В 2011 году вышла замуж.

## Общественная деятельность
В 2014 году провела сеанс в Мраморной пещере на глубине 42 метров.
В 2014 году стала депутатом Евпаторийского городского совета от партии «Единая Россия». В этом же году избрана Президентом Евпаторийской шахматно-шашечной федерации.
Вице-президент Федерации шахмат Республики Крым.

## Изменение рейтинга
| Графики недоступны из-за технических проблем. См. информацию на Фабрикаторе и на mediawiki.org. |